# Oskar Astarloa
Oskar Astarloa (Elgoibar, Gipuzkoa, 6 de septiembre de 1974) es un exjugador y entrenador español de rugby. Su posición habitual en el campo era la de segunda línea o tercera línea.

## Trayectoria
Oskar Astarloa Uriarte nació en Elgoibar y creció en Elorrio. Tras probar en fútbol y ciclismo, comenzó su carrera de rugby a los 15 años en el Elorrio Rugby Taldea. Con 19 años, se incorporaría a uno de los clubes más importantes de Euskadi, el Getxo Rugby Taldea.
El 6 de junio de 1998 se disputó el partido entre Euskarians e Ulster en el Estadio de Anoeta. En aquel encuentro, Astarloa jugó la segunda parte y despertó interés de los principales clubes vascofranceses: Biarritz Olympique y Aviron Bayonnais;  aceptó la oferta de Peio Dhospital y se trasladó a Bayona.
Pasó tres temporadas en el Aviron Bayonnais y, entre otras cosas, jugó la promoción de ascenso a Top 16. Después jugó en el Saint-Jean-de-Luz Olympique de Fédérale 1, antes de volver de nuevo al Aviron en el 2004, donde jugó dos temporadas más en el Top 16.
Tras finalizar su andadura en Iparralde, fue contratado en 2006 por el Ordizia RE de la División de Honor de España. De 2009 a 2011, jugó en el Bera Bera RT de Donostia-San Sebastián. 
En 2011 se incorporó al Gernika Rugby Taldea donde permaneció cuatro años, dos de ellos como entrenador-jugador. En la segunda temporada, el Gernika RT participó en la Amlin Challenge Cup, donde vencerían al Rugby Rovigo Delta italiano en casa y fuera
Astarloa ya había cumplido los 40 años, pero quería seguir jugando al rugby. Entre 2015 y 2018, estuvo en el Durango RT de División de Honor B; y entre 2018 y 2020, en el Hernani Club de Rugby Elkartea.

## Selección
Su primera participación internacional con la selección de España fue contra Alemania en un encuentro disputado en Heidelberg, el 26 de abril de 1998. Formó parte de la plantilla de la Copa Mundial de Rugby de 1999 disputada en Gales, jugando los tres partidos como titular. Su última internacionalidad fue  el 28 de octubre de 2006, contra Georgia en Tiflis. También participó en la Copa del Mundo de Rugby 7 de 2001 en Argentina. En 2018 fue nombrado seleccionador de España Sub-18.